# Альбер (Сомма)
Альбер (фр. Albert) — коммуна на севере Франции, регион О-де-Франс, департамент Сомма, округ Перонн, центр одноименного кантона. Расположена в 28 км к северо-востоку от Амьена и в 18 км от автомагистрали А1 "Нор", на берегу реки Анкр. На западе коммуны находится железнодорожная станция Альбер линии Париж-Лилль.
Население (2018) — 9 810 человек.

## История
Альбер был основан как римский форпост приблизительно в 54 году до н. э. Он имел разные названия, производные от реки Анкр, пока не получил своё нынешнее имя в честь своего нового владельца, Шарля д’Альбера, герцога де Люинь.
Город получил определенную известность в период Первой мировой войны. Сражение при Альбере было частью Битвы на Сомме — одной из крупнейших операций Первой мировой войны на западном фронте. Статуя Девы Марии с младенцем Иисусом, венчавшая шпиль Собора Нотр-Дам в Альбере, 15 января 1915 года была повреждена попаданием немецкого снаряда, но не упала, а только сильно наклонилась. Положение статуи приобрело мистическое значение, посмотреть на «Падающую Деву» приходили тысячи британских солдат, уходящих на фронт. Среди немцев распространилось поверье, что когда статуя падет, война будет проиграна.
Германская армия заняла Альбер в марте 1918 года и стала использовать собор в качестве блок-поста. В свою очередь английские войска активно обстреливали собор. Статуя Девы Марии упала в апреле 1918 года, а в августе того же года британские войска вернулись в город. При падении статуя разрушилась и не была восстановлена. Установленная в настоящее время на шпиле собора статуя является её послевоенной копией.
27 марта 1918 года, лейтенант Алан Маклауд вблизи города потерпел воздушное поражения от немецкого лётчика-аса Ганс Киршштайна.

## Достопримечательности
- Собор Нотр-Дам в стиле неоготика 1885-1895 годов, восстановленный после разрушений Первой мировой войны
- Здание мэрии во фламандском стиле
- Музей Битвы на Сомме 1916 года

## Экономика
Структура занятости населения:
- сельское хозяйство — 1,0 %
- промышленность — 21,3 %
- строительство — 4,8 %
- торговля, транспорт и сфера услуг — 34,6 %
- государственные и муниципальные службы — 38,4 %

Уровень безработицы (2017) — 21,6 % (Франция в целом — 13,4 %, департамент Сомма — 15,9 %). 

Среднегодовой доход на 1 человека, евро (2018) — 18 870 (Франция в целом — 21 730, департамент Сомма — 20 320).

## Демография
Динамика численности населения, чел.

## Администрация
Пост мэра Альбера с 2020 года занимает представитель партии Союз демократов и независимых Клод Клике (Claude Cliquet). На муниципальных выборах 2020 года возглавляемый им правоцентристский список победил в 1-м туре, получив 50,96 % голосов.
| Период | Период | Фамилия       | Партия                                                       | Примечания                                                                                       |
| ------ | ------ | ------------- | ------------------------------------------------------------ | ------------------------------------------------------------------------------------------------ |
| 1971   | 1977   | Фернан Демийи | Союз за французскую демократию                               | директор школы, сенатор, президент Генерального совета департамента Сомма                        |
| 1977   | 1989   | Клод Ланда    | Социалистическая партия                                      | профессор лицея                                                                                  |
| 1989   | 2017   | Стефан Демийи | Союз за французскую демократию Союз демократов и независимых | консультант по коммуникациям, депутат Национального собрания, член Регионального совета Пикардии |
| 2017   |        | Клод Клике    | Союз демократов и независимых                                | работника завода компании Stelia Aerospace                                                       |

## Города-побратимы
- Улверстон, Великобритания
- Альденхофен, Германия
- Ниски, Германия

## В литературе
- Город Альбер является ключевым элементом известного рассказа Борхеса "Сад расходящихся тропок"

## Галерея

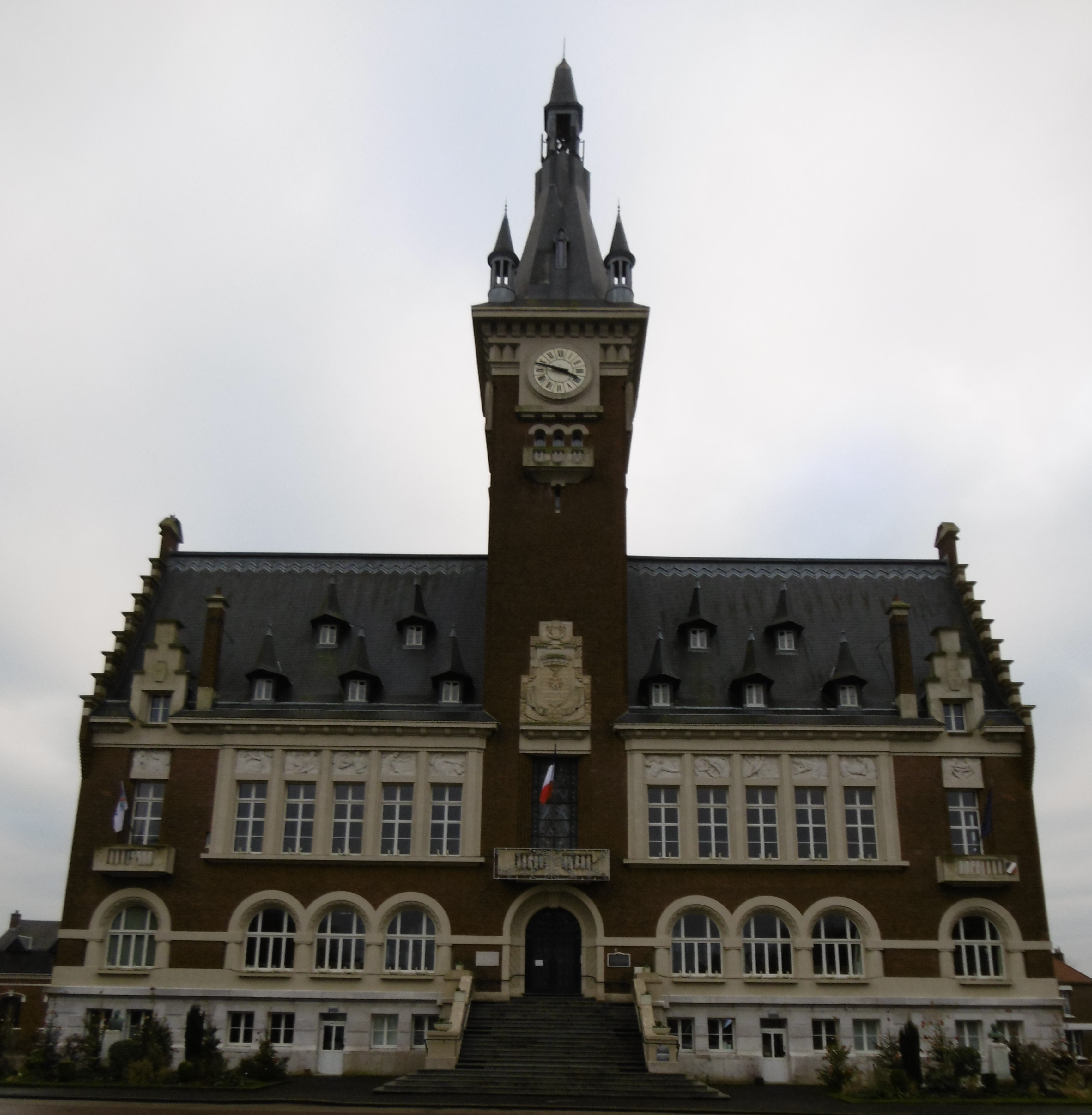
Мэрия
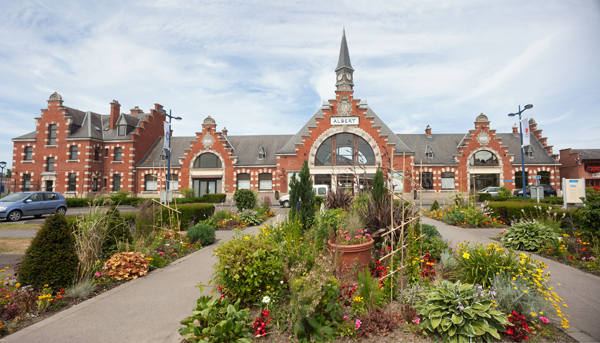
Железнодорожный вокзал
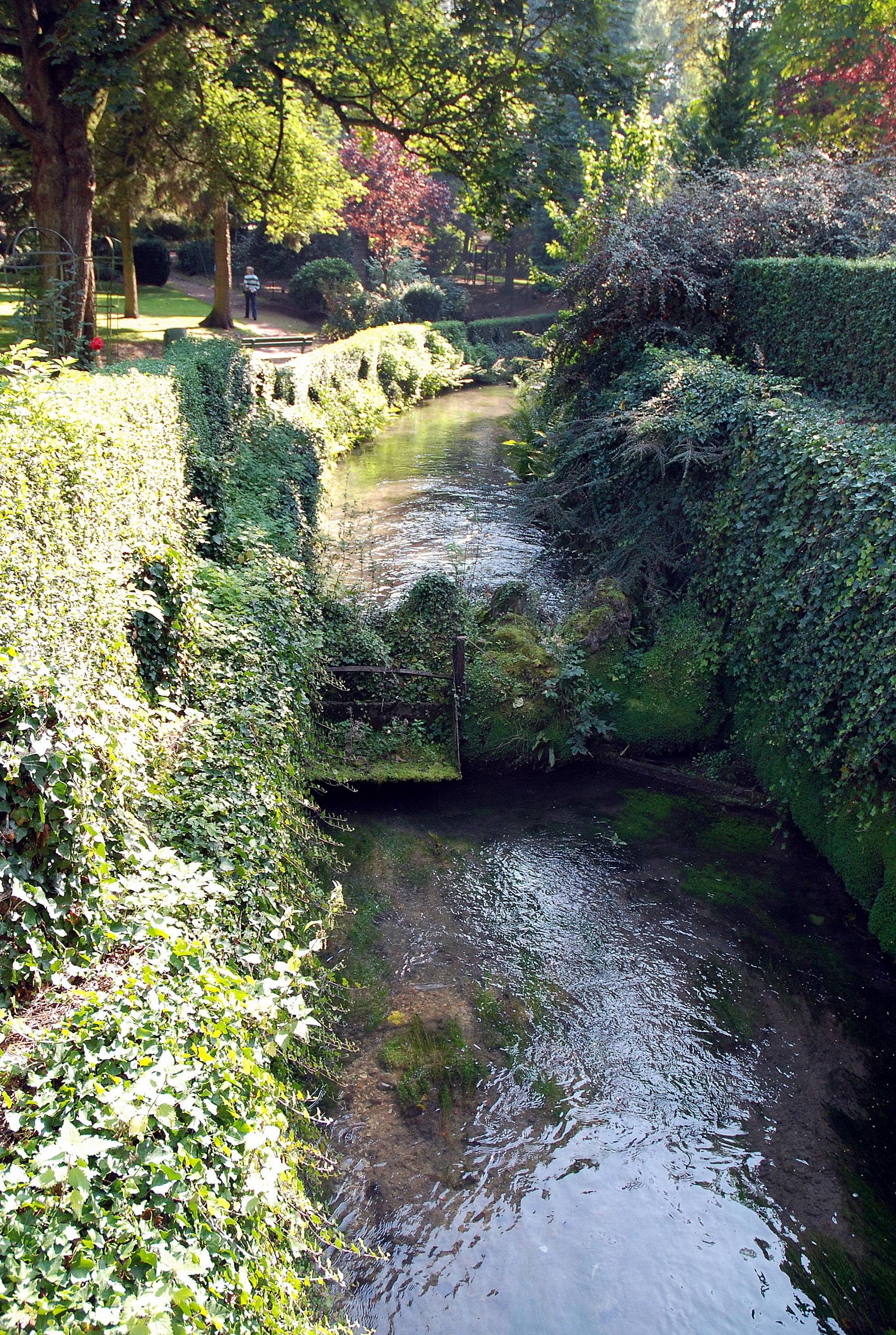
Городской сад
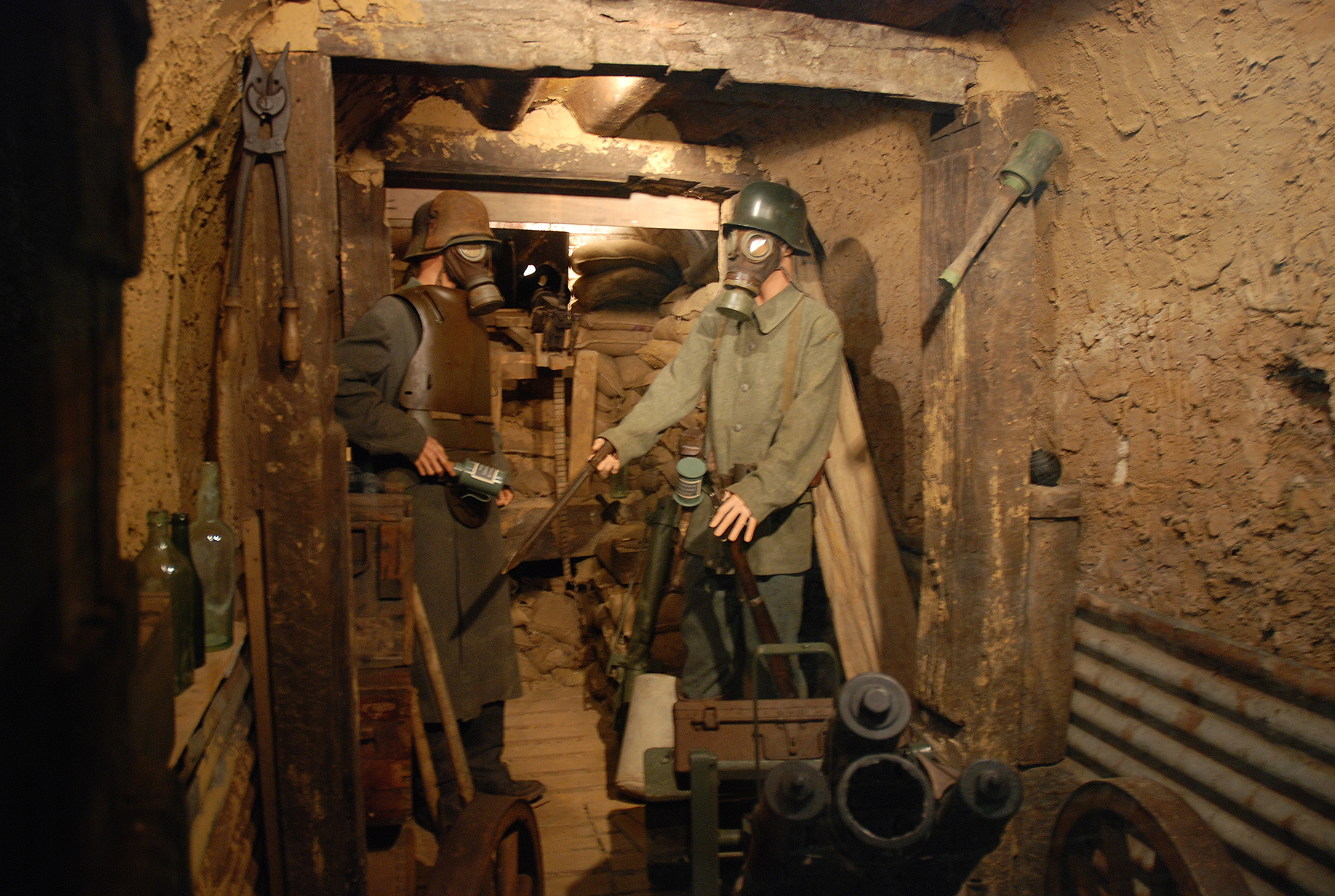
Музей битвы на Сомме 1916 года

1. 1 2  база данных о французских коммунах — Национальный географический институт Франции, 2015.
2. ↑  https://data.geopf.fr/telechargement/download/GEOFLA/GEOFLA_2-2_COMMUNE_SHP_LAMB93_FXX_2016-06-28/GEOFLA_2-2_COMMUNE_SHP_LAMB93_FXX_2016-06-28.7z — 2016.